# Screen International
Screen International è un periodico cinematografica britannico che si occupa del settore cinematografico a livello internazionale. È pubblicato da Media Business Insight, una società di media B2B britannica proprietaria anche di Broadcast .
Il periodico si rivolge principalmente a coloro che operano nel settore cinematografico a livello mondiale. La rivista nella sua forma attuale è stata fondata nel 1975, e il suo sito web, Screendaily.com, è stato aggiunto nel 2001.
Screen International produce anche pubblicazioni quotidiane per festival cinematografici a Berlino, Germania; Cannes, Francia; Toronto, Ontario, Canada; all'American Film Market di Santa Monica, California; e Hong Kong.

## Storia
Screen International fa risalire la sua storia al 1889 con la pubblicazione di Optical Magic Lantern and Photographic Enlarger. Agli inizi del XX secolo il nome cambiò in Cinematographic Journal e nel 1907 fu rinominato Kinematograph and Lantern Weekly.

### Kinematograph Weekly
Kinematograph and Lantern Weekly conteneva notizie di settore, pubblicità, recensioni, consigli sulle esposizioni e resoconti di incontri regionali e nazionali di organizzazioni di settore come la Cinematograph Exhibitors' Association e la Kinema Renters' Society. Fu pubblicato per la prima volta dal pioniere appassionato di cinema, industriale e imprenditore tipografico E.T. Heron. Nel 1919 venne rinominato Kinematograph Weekly, per poi essere ulteriormente abbreviato nel 1959 in Kine Weekly .
Il titolo fu venduto alla British and American Film Holdings Ltd nel settembre 1971, che lo fuse con il periodico di ambito cinematografico rivale: Today's Cinema. Successivamente è stato rinominato CinemaTV Today.

### Screen International
Nel 1975, Peter King acquistò CinemaTV Today da Sir John Woolf per 50 000 sterline (l'equivalente di £530,000 nel 2023 ) e rilanciò la pubblicazione come Screen International. Il primo numero di Screen International fu pubblicato il 6 settembre 1975. Nel 1989 King vendette la rivista all'International Thomson Organization. EMAP lo acquisì nel 1993. Successivamente Ascential vendette la rivista come parte di un'acquisizione da parte del management della divisione Media Business Insight nel 2015.
Molti giornalisti di Screen International sono diventati importanti figure del settore, tra cui Colin Vaines, che ha diretto la produzione per aziende come Miramax e GK Films, e che ha prodotto molti progetti cinematografici e televisivi pluripremiati.

## Screen Daily
La redazione di Screen International gestisce anche Screen Daily, un sito web che fornisce una "visione in tempo reale" dell'industria cinematografica.